# Passiflora organensis
Passiflora organensis là một loài thực vật có hoa trong họ Lạc tiên. Loài này được Gardner mô tả khoa học đầu tiên năm 1845.